# Aneides hardii
Aneides hardii (tên tiếng Anh: Sacramento Mountain Salamander) là một loài kỳ giông thuộc họ Plethodontidae.
Đây là loài đặc hữu của Bắc Mỹ.
Môi trường sống tự nhiên của chúng là rừng ôn đới.
Chúng hiện đang bị đe dọa vì mất môi trường sống.